# 島村香織
島村 香織（しまむら かおり、3月24日 - ）は、日本の女性声優。神奈川県出身。

## 人物
専門学校東京アナウンス学院、日本ナレーション演技研究所出身。
以前はアーツビジョンに所属していた。
趣味・特技は歌、詩、散歩、読書。

## 後任
2008年頃にアーツビジョンを退所して以降は持ち役を降板している。持ち役を引き継いだ声優は以下の通り。
| 後任       | 役名             | 概要作品                                | 後任の初担当作品                |
| ---------- | ---------------- | --------------------------------------- | ------------------------------- |
| 守野かおり | サラ・ザビアロフ | 『機動戦士Ζガンダム A New Translation』 | 『SDガンダム GGENERATION WARS』 |
| 弓場沙織   | サラ・ザビアロフ | 『機動戦士Ζガンダム A New Translation』 | 『ガンダムバーサス』            |

## 出演

### テレビアニメ
- 花右京メイド隊 La Verite（2004年、審判）
- ブラック・ジャック（2005年 - 2006年、タレント、幼稚園園児）
- 名探偵コナン（2006年、テレビの音声）

### 劇場版アニメ
- 機動戦士ΖガンダムIII A New Translation -星の鼓動は愛-（2006年、サラ・ザビアロフ）

### ゲーム
- SDガンダム GGENERATION SPIRITS（2007年、サラ・ザビアロフ）
- ガンダムバトルクロニクル（2007年、サラ・ザビアロフ）
- ガンダム無双（2007年、サラ・ザビアロフ）
- ガンダムバトルユニバース（2008年、サラ・ザビアロフ）
- スーパーロボット大戦Z（2008年、サラ・ザビアロフ）

### ドラマCD
- フルハウスキス〜芸学棟の怪人〜（2006年、女子生徒3）
- フルハウスキス〜ホワイト・ドリーム〜（2006年、松本千香）

### BLCD
- 子供（ガキ）の領分 4 噂の真髄（2004年）
- ゴーゴー僕たち（2004年）